# Andrej Rubljov (tennisspiller)
Andrej Andrejevitj Rubljov (russisk: Андрей Андреевич Рублёв, født 20. oktober 1997 i Moskva, Rusland) er en professionel tennisspiller fra Rusland.